# Baldassare Ferri
Baldassare o Baldassarre Ferri (Perusa, 1610 - Perusa, 18 de desembre de 1680) va ser un cantant italià, la primera gran estrella entre els castrati. Els testimonis de l'època en parlen com d'un cantant amb una veu que unificava dolçor i força, claredat i gran extensió, agilitat i perfecta homogeneïtat, un net registre agut i poderós, a més a més de ser un cantant molt expressiu. Ferri tenia com a peculiaritat una gran habilitat amb el fiato i una respiració inaudible, d'aquesta manera podia iniciar sense cap esforç una frase amb el mateix fiato tot i haver acabat un passatge de gran dificultat. Era alt, formós, amb una educació exquisida, i un elegant gust en vestir.

## Biografia
Ferri va néixer a Perusa, Itàlia el 1610. A l'edat d'11 anys va entrar a Orvieto, al servei del cardenal Crescenzi. Aquest es va adonar de les possibilitats del nen i el posà sota la seva protecció, esdevenint el seu benfactor. Va ser portat a Roma on va començar els estudis de cant amb el mestre de la Capella de Sant Pere, Ugolini. Després de 4 anys d'intensos estudis, la veu del cantant era ja tècnicament perfecta. Va romandre a Roma fins al 1625, quan va iniciar la seva carrera teatral amb un èxit espectacular. Es traslladà després a Florència, on va començar la seva fama de "sex-symbol" inaudita per l'època. D'aquesta manera, a 4 km. d'arribar a la ciutat, un enorme grup de dones va anar a rebre'l al cotxe de cavalls que el duia, el van fer baixar i el portaren a les espatlles fins a la ciutat. A Florència va tenir l'oportunitat d'exhibir-se en una òpera de Monteverdi. Es va traslladar posteriorment a Venècia on va rebre l'ordre de Cavaller de Sant Marc com a reconeixement per la seva contribució a la música. El seu mecenes, el cardenal Crescenzi el va cedir al príncep Ladislao de Polònia on va arribar com a regal papal.
A Polònia va treballar per a tres reis consecutius entre 1625 i 1645. El 1645 la reina Cristina de Suècia el va cridar per fer una sèrie de concerts vocals a la cort. Tal era la fama de Ferri que la guerra que en aquells moments hi havia entre Suècia i Polònia es va aturar amb una treva que va durar prou perquè Ferri fes els seus concerts a Suècia i pogués tornar a Polònia.
El 1645 Ferri acaba els seus serveis per a la cort polonesa i viatja a Suècia, on hi havia la reina Cristina, famosa per la seva admiració vers els castrati i sopranistes. Ferri va actuar després en totes les grans corts europees aconseguint grans èxits, grans quantitats de diners i condecoracions. Com a característica de les seves presentacions s'ha de dir que sempre van ser privades (per un grup petit d'espectadors dins un teatre o sala d'un palau) i no en teatres públics com ho va fer en els seus començaments a Florència i Venècia.
El musicòleg Angelici-Bontempi que es va encarregar de la seva biografia escriu sobre la seva veu: "No és possible fer-se ni tan sols una idea de la puresa de la seva veu, de la seva agilitat i de la facilitat miraculosa d'executar els passatges més difícils. L'afinació més perfecta, la brillantor dels seus trinos i la seva inaudible respiració. “Se'l sentia cantar els passatges més ràpids i difícils amb tots els clarobscurs de crecendos i diminuendos per després executar un trino interminable, tot en el mateix fiato. Sortir i descendir després d'aquest trino per tots els graus de l'escala cromàtica en un espai de 2 octaves i sempre amb una seguretat perfecta, tot això no era més que un joc per a ell, i la musculatura de la cara no indicava la més mínima contracció". Després de Londres va viatjar a Estocolm on va ser rebut amb gran entusiasme. Entre 1645 i 1665 va treballar per a l'Emperador Leopold I d'Àustria, qui el tenia en gran estima i conservava a la seva galeria un retrat del cantant amb la inscripció "Baldassare Ferri, Rei dels músics". Va estar 20 anys a la cort de Viena, més tard es retirà amb una gran fortuna a la seva ciutat natal a l'edat de 55 anys, on va morir el 18 de desembre de 1680 deixant béns calculats per valor de 600.000 escuts d'or a una institució de caritat.